# Vladan Kuzmanović
Vladan Kuzmanović (Beograd, 1977) srpski je književnik, etnolog, ekonomista, folklorista i kompozitor.
Vladan Kuzmanović je stručni recezent, naučni istraživač u oblasti održivog razvoja, primenjenog ponašanja, etnoekonomike i ekonomske antropologije. Objavio je veliki broj knjiga i publikacija među kojim i Sustainable Development Seen Through the Lenses of Ethnoeconomics and the Circular Economy, Springer Nature, 2025., Promoting an Inclusive Organizational Culture for Entrepreneurial Sustainability (Paperback), IGI Global, 2022., Socio-Economic Sustainability in the Post-Pandemic Era (Paperback), IGI Global, 2022., Topisc on Art and Money, Vernon Press, 2021. Član je Međunarodne organizacije za razvoj i održivost i Društva za proučavanje istorije analitičke psihologije Veslijan univeziteta, USA. Član je uređivačkog odbora više stručnih časopisa i serijala.

## Kompozitor
Komponuje meta-barokne, hiperfonske kompozicije, kao i konstrukcije i minimalne forme za dvanaestostrunu gitaru, okarinu, harfu, preparirani klavir. Poseban deo njegovog opusa čine podzvučne (subsonične) i nadzvučne (suprasonične) kompozicije, sa dostignućima u podžanrovima kao što su hipertonska sumblimativna dela i muzika u niskim oktavama.

## Rad na sakupljanju i tonskim zapisima
Kao folklorista dosta vremena je posvetio radu na tonskim zapisima i sakupljanju arhivskih fonograma narodnih pesama. Sistematisao je najstarije zapise Berlinskog Etnografskog Muzeja, Berlinskog Fonogramskog Arhiva, Lautarhiva Huboltovog Univerziteta, Austrijske Akademije Nauka, i oformio najstariju nacionalnu fonogramsku zbirku za Srpsku Akademiju Nauka i Umetnosti i najstariji fonografski arhiv Muzeja Repulike Srpske. 
Prve poznate audio-snimke hercegovačkih gusala napravio je za Berlinski fonogramsku arhiv
litvanski lingvista i etnolog Eduard Volter (1856–1941). Berlinski fonogramski arhiv čuva
četiri Volterova snimka bosanske muzike: tri snimka guslara Rizvana Kadrovića i jedan guslara Pere Dragoja sa Ilidže.
Pero Dragoje (sa Ilidže) Phonogramm Archive, Etnologische Museum, Berlin, Eduard Wolter (1856-1941), Zonophone Records, snimano za Berlin Phonogramm Archive 1907. godine u Sarajevu VII W 6568 W 1 Narodna pjesma uz gusle
Rizvan Kadrović (guslar iz Trebinja) Phonogramm Archive, Etnologische Museum, Berlin, Eduard Wolter (1856-1941), Zonophone Records, snimano za Berlin Phonogramm Archive 1907. godine u Sarajevu VII W 6569 W 2 Groblje na Morinama VII W 6570 W3 Gazi Hrustembeg vodi svatove u Stambul. Zonophone Record, s.a. (X-109303 & X- 109296)

## Etnografski rad
Naročito je opsežan njegov rad na kodifikaciji i sistematizaciji srpske narodne književnosti, 2024. godine pokreće zbirku Temelj kulture Srba: 30.000 naših pesama u kojoj priređuje po prvi put u književnoj istoriji na jednom mestu sve srpske narodne pesme. Prethodni sakupljači i priređivači su se ograničili na deo građe, ali ni jedan od priređivača nije sakupio zbirke svih ili pretežno svih sakupljača, a time ni približio ukupan fond srpske narodne poezije.

## Cicvarići
Vredan deo njegovog opusa sačinjava etnografski rad na Cicvarićima. Proučava njihove pesme, obavlja terenske zapise, prvi objedinjuje digitalizovane fajlove, tom prilikom upoznaje slavne Cicvariće. Kuzmanović popisuje članove Cicvarića.Ubrzo je objavljen i prvi naučni rad o Cicvarićima u Srpskoj Akademiji Nauka i Umetnosti i Istambulskom Konzervatoriju, a njegovi tekstovi o Cicvarićima premijerno izvode na Radio Beogradu 1 i Radio Beogradu 2.
Vladan Kuzmanović piše o Cicvarićima:"Iz složenog sadejstva mačvanske seoske, bosanske narodne i gradske škole nastaje jedinstvena nacionalna škola. Iz sevdaha spojenog sa srpskim kolima i mačvanskom usmenom tradicijom razvija se specifičan violinski stil. Gradski, dvorski aranžmani, motivi, rearanžiranje orijentalnih sevdalinki, seoskih prelskih pesama, dvorskih i građanskih kola. U prvoj epohi, karakterišu ih gradski aranžmani, prevođenje seoske u gradsku pesmu. Najzad izuzetna kreativnost i originalnost, Bake i treće generacije na stvaranju gradskih himni i nacionalnih hitova iz fundusa srpskih narodnih pesmi. 
Kraj XIX veka i početak XX, Cicvarići su skloniji bržim partiturama, meraku, zahtevnim, virtuoznim delovima, gromkom i višeglasnom pevanju, naspram sevdalinke neguju ljubavnu romansu, vesele podoknice. Odlikuje ih umešnost, sinhronicitet, paralelizam, višeglasno pevanje, pevanje „u glas”, ajkanje, višebrojni registri, česte promene ritma, muzička složenost. U muzičkom smislu, sviraju motive, minijature (Svu noć mi soko prepjeva), pesme i delove pesama, sve do složenih oblika. Violinski stil je arhaičan, prirodan, virtuozan, plemenit, često redukovan na najmanju moguću meru kao podrška glasovima."

## Egzoakustični žanr
Kao konceptualni umetnik se bavi se bavi pionirskim istraživanjima na polju egzoakustične i makrotonalne muzike.
Naročitu pažnju zavređuju eksperimentalni albumi Nekoliko egzoakustičnih komada (2019) i Makrotonaliteti (2020/21).
Eksperimentišući formatima A i B, multikanalnim trodimenzionalnim zvukom, mikrotonalnim skalama, polifonijom i hipertonskim kompozicijama, Kuzmanović u svom radu razvija konceptualnu muziku i konceptualni pristup klasičnim i novim mikro-oblicima, tumačeći koncept kao autentični muzički fenomen - kao akt, performans i temu, počev od osnovnih muzičkih celina - modusa do složenih muzičkih formi - etida, bravura, fuga, kakofonije i hiperfoničnih dela. U odnosu prema zvuku, stoji sa teorijske i praktične tačke gledišta, gde je koncept kreativan, promišljen, razumljiv stav prema strukturi, samom motivu, cilju i efektu kompozicije.

## Opus
- Bravoure for 12 string guitar (2019)
- Intermezzo Concertante (2019)
- Valse Sentimentale en Si bémol majeur (2019)
- Gamelimba (2019)
- La Vent pour Mandoline (2020)
- New Quasi Quartet (2020)
- Polyphony no. 2, 7 (2021)
- Orgue pour quatuor à cordes (2021)
- Digression pour plusieurs harpes (2021)
- Aventures du Soleil (2021)
- Apogée (2021)
- Coûts Éloigné (2021)
- Hierophantes (2021)
- Les Amphores Bleues (2021)
- O Inorogu (2022)
- Muzički motiv - Gorocvet (2022)
- Ekloga (2020)
- Varlam i Joasaaf (2022)

## Diskografija
- Ethnic - Etnički pejzaži, WMAS, Srbija, 2020.
- Avant-Garde N/A, Argali Records, SAD, 2021.
- Sailing, Licier International, Švajcarska, 2021.
- Les Macrotonalités, Elektramusic, Francuska, 2021.[7]
- The Collected Electroacoustic Works, Stradivarius, Italija, 2022.[8]

## Konceptualna dela
- Adipiscing, Supravolumen nove derivativne umetnosti, 2018.
- Ven Nam At Auctor, Tiitus Adonis Sokolsky, 2018.
- A Man Called Blad, Vladan L. Kuzmanović, An-a Lymeric Art to Author Alters Blad and Adan (and Joseph II), 2018.
- Apstraktna poezija II: Od Kod poezije do Gliča, 2019.

## Drame
- Sizgij, teatar sa koreografijom, 2020.[9]
- Retroserija, 2020.
- 50 Konceptulnih komada, 2020.

## Knjige na ostalim jezicima
- Topics on Art and Money, Art Market and Conceptual Marketing, Vernon Press, US, 2021.
- Sustainability Marketing, Routledge, Taylor & Francis Group, Oxfordshire, UK, 2021.
- Sustainable Development Seen Through the Lenses of Ethnoeconomics and the Circular Economy, Springer, 2025.[10]

## Literatura
- Magazin Etnoumlje, World Music Association Serbia, 33, 2021.
- Kuzmanović, Vladan (2019). Apstraktna poezija: Od Kod poezije od Gliča. Kobo Books.  9780359547784
- Kuzmanović, Vladan. Cicvarića pesme. Kobo books. 2020.
- Eckermann, Web časopis za književnost, Broj 29., jul-avg. 2020.
- Ygdrasyl, A journal of the Poetic Arts, XXVIII, Issue 4, Number 324, April 2020.
- Poezija novih sredstava u novom veku, Ljudi Govore, 30, April 2020.

## Spoljašnje veze
- Vladan Kuzmanović at Discogs
- Vladan Kuzmanović at YouTube
- Vladan Kuzmanović at IMDb
- Vladan Kuzmanović at MySpace